# 犍陀羅語佛教原稿
犍陀羅語佛教原稿是已發現最早的佛教文獻及印度文獻。原稿是以犍陀羅語佉盧文書寫，代表了來自於犍陀羅佛教的文獻。1994年，大英圖書館獲得8份從1世紀到2世紀的犍陀羅語原稿。這些原稿全部被寫在樺樹樹皮上及泥陶罐上。之後陸續發現更多原稿，目前共計77份，分藏於大英圖書館、美國國會圖書館、西雅圖華盛頓大學等地。
研究該領域的專家邵瑞祺認定其所研究的那批犍陀羅語文獻所屬部派為法藏部 ，他並稱大英圖書館的藏本「代表了保存在那揭羅曷國（Nagarāhāra）法藏部寺院圖書館的龐大經卷中，隨機但相當典型的一部分」。

## 寫本

### 闐法句經
19世紀末在中國新疆闐地區出土的樺樹皮寫卷，後來被分別收藏在法國巴黎和俄國聖彼得堡。英國劍橋大學教授John Brough在1962年出版的《犍陀羅語法句經》（The Gandhari Dharmapada）為該闐寫卷最重要的學術校勘文本。
其抄寫的具體時間，據林梅村先生考證，應該是在二世紀末到三世紀初之一段內（公元175-230），並判定該本法句經為法藏部的誦本。在犍陀羅語《法句經》的這些偈頌中，大約有225到230首偈頌可以在巴利本中找到對應。

### 大英圖書館藏品
1994年9月，倫敦的英國圖書館得到由一位匿名的捐贈者所捐贈的一批古代樺樹皮寫卷。寫卷來自阿富汗東部。約含有二十種主要為初期佛教的寫本，包括《眾集經》、《犀角經》、《無熱惱池偈頌》（Anavatapta-gāthā）以及一些《法句經》的片段等等，非常可能是來自於法藏部。其中的一個陶罐，壁上寫有佉盧文的銘記，講到這是屬於法藏部僧的物品。

### 斯尼爾藏品
英國Robert Senior的收藏品，內容以《相應部》最多，如《無我相經》；還包括《中部》的87、120、128經，《長阿含經·沙門果經》、《長部·大般涅槃經》等。:5-18原稿有嗢陀南（攝頌）或是目錄，列舉經名說有55部經。這種經文合集的方式，過去有安世高所譯《七處三觀經》附上從《增一阿含經》選出的《雜經四十四篇》，以及單卷本《雜阿含經》收錄二十七經。此藏品出土地點不明，據推測可能來自阿富汗東部哈達達（屬於古代犍陀羅國，位於今日賈拉拉巴德以南十公里）。原稿藏在地宮的陶罐中，罐身與罐蓋上的銘文顯示供養者將這當法身舍利藏在塔中崇拜。綜合銘文的日期與對樹皮放射性碳定年的結果，原稿的年代是公元130-140年。經文屬於法藏部所傳。:3-6

### 斯柯延藏品
主要由挪威收藏家馬丁·斯柯延所收藏，一小部份則為日本人所持有。斯柯延藏品由慕尼黑大學哈特曼（Jens‐Uwe Hartmann）、鮑姆斯（Stefan Baums）為代表的一批學者在加以研究。
中國僧人玄奘記錄了巴米揚大眾部說出世部寺院的存在。20年前出土於巴米揚，現為挪威斯柯延(Schøyen)搜集品的斷簡中包含有大量大乘經典和大眾部律典，其中一部分是用佉盧文字體書寫的犍陀羅語經典，寫於2~4世紀；其他部分是用婆羅米文字書寫的梵文經典，寫於2~8世紀。
其犍陀羅語部份的藏品則包括屬於大乘佛教的《賢劫經》（Bhadrakalpika-Sūtra）、《集一切福德三昧經》（Sarvapuṇyasamuccayasāmādhi–Sūtra）、《菩薩藏經》（Bodhisattvapiṭaka–Sūtra）等等。

### 華盛頓大學藏品
2002年華盛頓大學圖書館從英國的私人收藏家手中買到一份手稿。它是已知最早的論書，論題是苦諦，沒有經過編輯修改，與其他原稿經過大量修改不同。

### 巴扎爾藏品
柏林自由大學福爾克（Harry Falk）為核心的團隊所研究的巴扎爾蒐集品（The Bajaur collection）。此一蒐集品是以其可能的來源地命名，共有19個樺樹皮寫卷，包括諸多的初期佛教偈頌、零碎的譬喻經、片段的法句經、波羅提木叉，並保存了很長的大乘佛經，如《般若八千頌》的第一到第五品殘片、《阿閦佛國經》等等。這個寫本群最早是由兩位巴基斯坦白沙瓦大學考古系學者納西姆•汗（Nasim Khan）與索黑爾•汗（Sohail Khan）刊布。 
該《八千頌般若經》殘片，其年代為公元後一世紀後半葉至二世紀中葉，為目前所能找到「存世大乘佛教經典」文本最早的確鑿年代。將之與支婁迦讖的《道行般若經》進行對讀，可發現這個犍陀羅語本比支譯所據版本略早，並不是同經梵語本的略譯，支譯所據版本比犍陀羅語本稍加擴充。

## 已出版的資料
華盛頓大學和大英圖書館收藏的文本的學術評論版本已經由華盛頓大學出版社出版為《Gandhāran Buddhist Texts》叢書，第一冊是對於《犀牛角經》從語音學、構詞學、正寫法、古文字學等角度詳細分析，第二冊是三篇《增一阿含經》，第三冊是犍陀羅文《法句經》的修訂版與本生故事，第四冊是四篇《雜阿含經》，第五冊是無熱惱池伽陀，第六冊是21篇本起經。來自斯柯延藏品的資料由挪威奧斯陸Hermes出版社出版。
下列學者出版了犍陀羅手稿的片段: Mark Allon、Richard Salomon、Timothy Lenz 和 Jens Braarvig。下面列出一些出版了的資料:
- 1999年 - 《Ancient Buddhist Scrolls from Gandhara: The British Library Kharosthi Fragments》, Richard Salomon, F. Raymond Allchin 和 Mark Barnard 著。
- 2000年 - 《Manuscripts in the Schøyen Collection I, Buddhist Manuscripts, Vol. 1.》, Braarvig, Jens. 著。Oslo: Hermes Publishing 出版。
- 2000年 - 《A Gandhari Version of the Rhinoceros Sutra: British Library Kharosthi Fragment 5B (Gandharan Buddhist Texts, 1)》, Andrew Glass 和 Richard Salomon 著。
- 2001年 - 《Three Gandhari Ekottarikagama-Type Sutras: British Library Kharosthi Fragments 12 and 14 (GBT Vol 2)》 Mark Allon (Author, Editor), Andrew Glass (Editor) 著。Seattle: University of Washington Press 出版。
- 2003年 - 《A New Version of the Gandhari Dharmapada and a Collection of Previous-Birth Stories: British Library Karosthi Fragments 16 + 25 (GBT vol. 3)》, Timothy Lenz (Author), Andrew Glass (Author), Bhikshu Dharmamitra (Author)著。Seattle: University of Washington Press 出版。
- 2008年 - 《Four Gandhari Samyuktagama Sutras: Senior Kharosthi Fragment 5 (GBT, Vol. 4)》 Andrew Glass (Author), Mark Allon (Contributor) 著 Seattle: University of Washington Press 出版。
- 2009年 - 《Two Gandhari Manuscripts of the Songs of Lake Anavtapta (Anavatapta-gatha): British Library Kharosthi Fragment 1 and Senior Scroll 14 (GBT vol 5)》 Richard Salomon (Author), Andrew Glass (Contributor) 著。Seattle: University of Washington Press 出版。

## 外部連結
- 早期佛教手稿計劃
- 犍陀羅語言和文獻 （页面存档备份，存于）
- Schøyen收藏品 （页面存档备份，存于）
- 犍陀羅語《法句經》 （页面存档备份，存于）